# Anomala kuehni
Anomala kuehni är en skalbaggsart som beskrevs av Ohaus 1916. Anomala kuehni ingår i släktet Anomala och familjen Rutelidae. Inga underarter finns listade i Catalogue of Life.